# Trey Johnson
Clinton Fihnoir "Trey" Johnson III (Jackson, Misisipi, 30 de agosto de 1984) es un exjugador de baloncesto estadounidense, nacionalizado catarí. Con 1,96 metros de estatura, jugaba en la posición de escolta. Desde 2022 ejerce como entrenador asistente de los Jackson State Tigers de la División I de la NCAA.

## Trayectoria deportiva

### Universidad
Jugó durante una temporada con los Braves de la Universidad Estatal de Alcorn, en la que promedió 11,0 puntos y 2,7 asistencias por partido, para posteriormente ser transferido a los Tigers de la Universidad Estatal de Jackson, donde jugó dos temporada más, en las que promedió 25,3 puntos y 4,7 rebotes. En sus dos temporadas con los Tigers fue incluido en el mejor quinteto de la Southwestern Athletic Conference, y en 2007 elegido además mejor jugador de la conferencia, tras liderar la misma con 27,1 puntos por partido.
Es, además, el actual líder histórico de anotación de la SWAC, por delante de Brion Rush.

### Profesional
Tras no ser elegido en el Draft de la NBA de 2007, hizo la pretemporada con los New Orleans Hornets, pero fue finalmente cortado antes del comienzo de la competición. Fichó entonces por el KK Hemofarm de la liga serbia, pero únicamente disputó 11 partidos, regresando posteriormente a su país.
Fichó por los Bakersfield Jam de la NBA D-League mediada la temporada, y al año siguiente fue incluido en el segundo mejor quinteto de la liga, tras liderar a su equipo con 20,7 puntos, 4,5 asistencias y 3,8 rebotes por partido. Mediada esta temporada tuvo ocasión de debutar en la NBA fichando por diez días con los Cleveland Cavaliers, disputando cuatro partidos en los que anotó cuatro puntos.
Al año siguiente fichó por el BCM Gravelines de la liga francesa, pero decidió dejar el equipo en el mes de febrero tras promediar 8,8 puntos y 2,2 rebotes por partido, regresando a los Jam, donde acabó la temporada promediando 21,3 puntos y 7,1 asistencias por encuentro. Jugó además cuatro partidos en el Angelico Biella de la liga italiana, en los que promedió 11,5 puntos y 3,8 asistencias.
En la temporada siguiente volvió a ser uno de los jugadores más destacados de la D-League, acabando como máximo anotador de la competición con 25,5 puntos por partido, y siendo incluido en el mejor quinteto de la liga. A lo largo de esa temporada firmó un contrato por diez días con los Toronto Raptors de la NBA, con los que disputó siete partidos, en los que promedió 4,0 puntos y 1,6 asistencias, y otro con Los Angeles Lakers, disputando un único partido en el que anotó 6 puntos.
En 2011 fichó por los New Orleans Hornets como agente libre, con los que disputó once partidos en los que promedió 1,9 puntos y 1,1 rebotes, regresando posteriormente a los Jam. Al año siguiente regresó a Europa para jugar nuevamente en el Angelico Biella, disputando 22 partidos en los que promedió 16,4 puntos y 3,8 asistencias, abandonando el equipo en abril de 2013 tras no poder evitar el descenso a la Legadue.

## Estadísticas de su carrera en la NBA

### Temporada regular
| Temporada | Edad | Equipo              | Liga | Pos. | P  | TIT | MIN  | TC  | TCA | %TC  | 3P  | 3PA | %3P  | TL  | TLA | %TL   | R.OF. | R.DEF. | REB | ASIS | ROB | TAP | PER | FP  | PTS |
| 2008-09   | 24   | Cleveland Cavaliers | NBA  | SG   | 4  | 0   | 3.5  | 0.0 | 1.3 | .000 | 0.0 | 0.0 |      | 1.0 | 1.0 | 1.000 | 0.0   | 0.3    | 0.3 | 0.0  | 0.0 | 0.0 | 0.3 | 1.0 | 1.0 |
| 2010-11   | 26   | TOTAL               | NBA  | SG   | 8  | 0   | 11.8 | 1.5 | 4.1 | .364 | 0.1 | 0.4 | .333 | 1.1 | 1.3 | .900  | 0.3   | 0.6    | 0.9 | 1.4  | 0.1 | 0.1 | 0.6 | 1.5 | 4.3 |
| 2010-11   | 26   | Toronto Raptors     | NBA  | SG   | 7  | 0   | 11.6 | 1.4 | 4.3 | .333 | 0.1 | 0.4 | .333 | 1.0 | 1.1 | .875  | 0.3   | 0.7    | 1.0 | 1.6  | 0.1 | 0.1 | 0.7 | 1.6 | 4.0 |
| 2010-11   | 26   | Los Angeles Lakers  | NBA  | SG   | 1  | 0   | 13.0 | 2.0 | 3.0 | .667 | 0.0 | 0.0 |      | 2.0 | 2.0 | 1.000 | 0.0   | 0.0    | 0.0 | 0.0  | 0.0 | 0.0 | 0.0 | 1.0 | 6.0 |
| 2011-12   | 27   | New Orleans Hornets | NBA  | SG   | 11 | 0   | 5.5  | 0.7 | 1.3 | .571 | 0.0 | 0.0 |      | 0.5 | 0.5 | 1.000 | 0.3   | 0.8    | 1.1 | 0.4  | 0.1 | 0.0 | 0.5 | 0.9 | 1.9 |
| Total     |      |                     | NBA  |      | 23 | 0   | 7.3  | 0.9 | 2.3 | .385 | 0.0 | 0.1 | .333 | 0.8 | 0.8 | .947  | 0.2   | 0.7    | 0.9 | 0.7  | 0.1 | 0.0 | 0.5 | 1.1 | 2.6 |